# Omar Hayat Malik
Omar Hayat Malik (* 16. November 1894 in Miani; † 28. Mai 1982 in Peschawar) war ein pakistanischer Diplomat.

## Leben
Omar Hayat Malik war der Sohn von Malik Umar Hayat Khan, ein Latifundist. Er machte 1910 Abitur, wurde von 1910 bis 1915 Bachelor der Aligarh Muslim University. 1917 wurde er Master, 1919 wurde er Bachelor of Laws. Von 1921 bis 1922 studierte er Master an der University of Cambridge. Das Wintersemester 1921/1922 studierte er an der Georg-August-Universität Göttingen, wo er mit der Dissertation Anwendung der Variationsrechnung auf thermo-elastische Aufgaben zum Doktor promoviert wurde. Er wurde zum Professor der Mathematik habilitiert.
1940 war er Schulleiter des Islamia College in Peshawar. Bis 1945 war er Chefstatistiker. Von 1943 bis 1948 war er Schulleiter des Islamia College in Lahore. 1946 war er Mitglied der Constituent Assembly of India. 1947 war er Stellvertretender Vorsitzender der Constituent Assembly of Pakistan.
In Pakistan wurde er von der Regierung in leitender Funktion im Ausbildungswesen sowie im Versorgungsministerium beschäftigt. 1947 war er Vizekanzler der Punjab University in Lahore. Er war Mitglied des Kuratoriums der Aligarh Muslim University und des Instituts der Wissenschaften Bangalore.
1950 war er Botschafter in Jakarta. Von 13. Februar 1952 bis 1954 war er Botschafter in Bonn. 1955 war er Botschafter in Tokio.